# Laccophilus cayennensis
Laccophilus cayennensis är en skalbaggsart som beskrevs av Aubé 1838. Laccophilus cayennensis ingår i släktet Laccophilus och familjen dykare. Inga underarter finns listade i Catalogue of Life.